# Chadenac
Chadenac är en kommun i departementet Charente-Maritime i regionen Nouvelle-Aquitaine i västra Frankrike. Kommunen ligger  i kantonen Pons som ligger i arrondissementet Saintes. År 2022 hade Chadenac 526 invånare.

## Befolkningsutveckling
Antalet invånare i kommunen Chadenac
Referens:INSEE